# Sainte-Croix-du-Verdon
Sainte-Croix-du-Verdon, tot in 2005 officieel nog Sainte-Croix-de-Verdon, is een Franse gemeente in het departement Alpes-de-Haute-Provence (regio Provence-Alpes-Côte d'Azur) en telt 138 inwoners (2004). De plaats maakt deel uit van het arrondissement Digne-les-Bains en ligt aan het meer van Sainte-Croix.

## Geografie
De oppervlakte van Sainte-Croix-du-Verdon bedraagt 14,5 km², de bevolkingsdichtheid is 9,5 inwoners per km².
De onderstaande kaart toont de ligging van Sainte-Croix-du-Verdon met de belangrijkste infrastructuur en aangrenzende gemeenten.

## Demografie
Onderstaande figuur toont het verloop van het inwonertal (bron: INSEE-tellingen).
Vanwege een beveiligingsprobleem met de MediaWiki Graph-software is het momenteel niet mogelijk deze grafiek weer te geven. Zodra de software is bijgewerkt zal de grafiek vanzelf weer zichtbaar worden.